# Servicios sociales
Los servicios sociales son el conjunto de servicios y actuaciones orientados a mejorar el bienestar social de la ciudadanía mediante la prestación de información, atención y apoyo a las personas y los colectivos vulnerables. Los diferentes servicios son un acompañamiento a situaciones personales, familiares o sociales que requieren apoyo, mediante una valoración de la situación y la definición de un plan de trabajo, y también sirven de orientación sobre los recursos, las prestaciones y los servicios más adecuados a las necesidades concretas.
Los otros dos pilares son el de los servicios sanitarios, el de los servicios educativos y el de las pensiones o prestaciones económicas de garantía de ingresos para la subsistencia.

## En España
Los servicios sociales se denominan y organizan de diferentes maneras en cada país. En España, el nombre más utilizado es, justamente, el de servicios sociales, como atestiguan las leyes de servicios sociales de las diferentes comunidades autónomas en las que se organiza el país.

## Objetivo
En el caso de los servicios sanitarios, el bien u objetivo es la salud. En el caso de los servicios educativos, es el aprendizaje a lo largo de la vida. En el caso de los servicios sociales, el objetivo esencial es mejorar la calidad de vida de las personas en todas las etapas de su vida. Dicho de otra manera, los servicios sociales se dedican a prevenir, paliar o corregir desajustes entre lo que las personas son capaces de hacer autónomamente en la vida cotidiana y las redes familiares o comunitarias a las que pertenecen y que les dan apoyo.

### Ejemplos
Eso puede ocurrir, por ejemplo, cuando un niño está en situación de desprotección debido a problemas en su familia, cuando una persona tiene una dependencia funcional y dificultades de ajuste con su entorno o cuando alguien llega a una comunidad desde otro lugar y presenta dificultades de adaptación.
Las estrategias de disuasión focalizada (“tirar palancas”) son un marco policial para prevenir la violencia individual, y la violencia asociada a pandillas y drogas. El enfoque consiste en seleccionar un crimen específico, como el homicidio entre pandillas; convocar a un grupo de trabajo interinstitucional de orden público, servicios sociales y encargados comunitarios; realizar investigaciones para identificar a los delincuentes y sus patrones de conducta; establecer la respuesta que se les dará utilizando una lista de posibles sanciones, para evitar que estos continúen comportándose violentamente; y comunicarse directa y repetidamente con ellos para que comprendan que están recibiendo una atención especial.
Una revisión sistemática de 10 estudios realizados en Estados Unidos concluyó que las estrategias de disuasión focalizada de “tirar palancas” tienen como efecto una reducción mediana del crimen. Las intervenciones en pandillas tuvieron el mayor efecto, seguidas por las intervenciones en el mercado de drogas, y con el efecto más pequeño, pero aun estadísticamente significativo, los programas para individuos de alto riesgo. A pesar de que todos los estudios incluidos utilizaron diseños experimentarles no aleatorios, que pudieran exagerar el impacto del efecto, la alta significancia estadística en todos permite tener una certeza razonable acerca de la eficacia de estos programas.

## Soluciones
Para prevenir o abordar esas y otras situaciones, los servicios sociales brindan apoyos como la asistencia personal, el acompañamiento social, la intervención comunitaria u otros, sobre la base de un diagnóstico social y de un plan dialogado con el usuario.

## Tipos
Los servicios sociales pueden tener carácter ambulatorio, virtual, domiciliario, diurno, residencial, etc. 
Aparte, existen diferentes tipologías
- Servicio básico de atención social
- Servicio de ayuda a domicilio
- Servicio de las tecnologías de apoyo y cuidado
- Servicio de acogida residencial de urgencia
- Servicio de residencia temporal para personas adultas en situación de exclusión
- Servicio de comedor social
- Servicio de asesoramiento técnico de atención social
- Servicio de centro abierto
- Servicio de apoyo a los servicios sociales básicos (Maternoinfantil)
- Servicio de apoyo a los servicios sociales básicos (Distribución de alimentos)
- Servicio de apoyo a los servicios sociales básicos

## ¿Quién los ofrece?
Si bien existen empresas prestadoras de servicios sociales que operan en el mercado libre, históricamente los servicios sociales han sido creados, en gran medida, por la iniciativa social, es decir, por el denominado tercer sector, sector voluntario o no lucrativo. En las últimas décadas, son cada vez más importantes los sistemas públicos de servicios sociales, en los cuales los poderes públicos garantizan el derecho de la ciudadanía a los servicios sociales.

## Carácter público
De hecho, los servicios sociales fueron creados por el Estado, son públicos y han de serlo por definición si se cree en el Estado democrático y social, si bien las nuevas inquietudes sociales a las que representa el llamado Tercer Sector han dado lugar a la creación de servicios de ayuda e integración.